# 船越昌隆
船越 昌隆（ふなこし まさたか、文化9年（1812年）- 明治19年（1886年）8月1日）は、幕末の広島藩家臣。八百十郎（やおじゅうろう）という通称で知られている。子に後の枢密顧問官・男爵の船越衛、海軍大将・子爵の加藤隆義、孫に外交官の船越光之丞、曾孫に銀行員の船越光輔、侍従武官の山縣有光がいる。

## 経歴
わずか20石3人扶持の下級武士の出身であったが、計算に優れていた事から藩勘定所に召されて藩財政を担当する。だが、後に政争に巻き込まれて無実の罪により閉門となった。後に辻将曹が藩政改革を開始すると、息子の衛とともに召しだされた。尊皇攘夷派の志士達と親交を持ち、天誅組とも関係があったと言われている。また薩摩藩などとの交易を行って独自の財源を開拓した。このため、藩財政に関する大きな決定権を持っていたとされ、特に慶応2年（1866年）には独断にて長崎にて汽船と武器を買い集めて来るべき混乱に備えた。また、翌年の木原秀三郎による神機隊結成、更に続く戊辰戦争における広島藩の出兵に際しても戦費の工面に尽力し、また自らも神機隊の一員として上野戦争や仙台藩攻撃などに参加している。
息子・衛とともに明治政府に召されるが、やがて衛に家督を譲って引退する。それでも老いて益々盛んであり、佐賀の乱や西南戦争にも自ら志願して政府軍に加わって参加している。
息子の隆義は加藤友三郎の娘と、孫の光之丞は山県有朋の娘とそれぞれ結婚している。
昭和3年（1928年）、正五位を追贈された。